# 塞科塔
塞科塔是埃塞俄比亞北部阿姆哈拉州瓦格哈姆拉地區的小鎮，座標12°38′N 39°2′E / 12.633°N 39.033°E，海拔2,266米。根據埃塞俄比亞中央統計局2005年人口普查的資料，塞科塔人口約13,700，其中男性6,606人，女性7,094人。